# Bussunarits-Sarrasquette
Bussunarits-Sarrasquette – miejscowość i gmina we Francji, w regionie Nowa Akwitania, w departamencie Pireneje Atlantyckie.
Według danych na rok 1990 gminę zamieszkiwały 182 osoby, a gęstość zaludnienia wynosiła 15 osób/km² (wśród 2290 gmin Akwitanii Bussunarits-Sarrasquette plasuje się na 995. miejscu pod względem liczby ludności, natomiast pod względem powierzchni na miejscu 925.).